# Kellemfy Károly

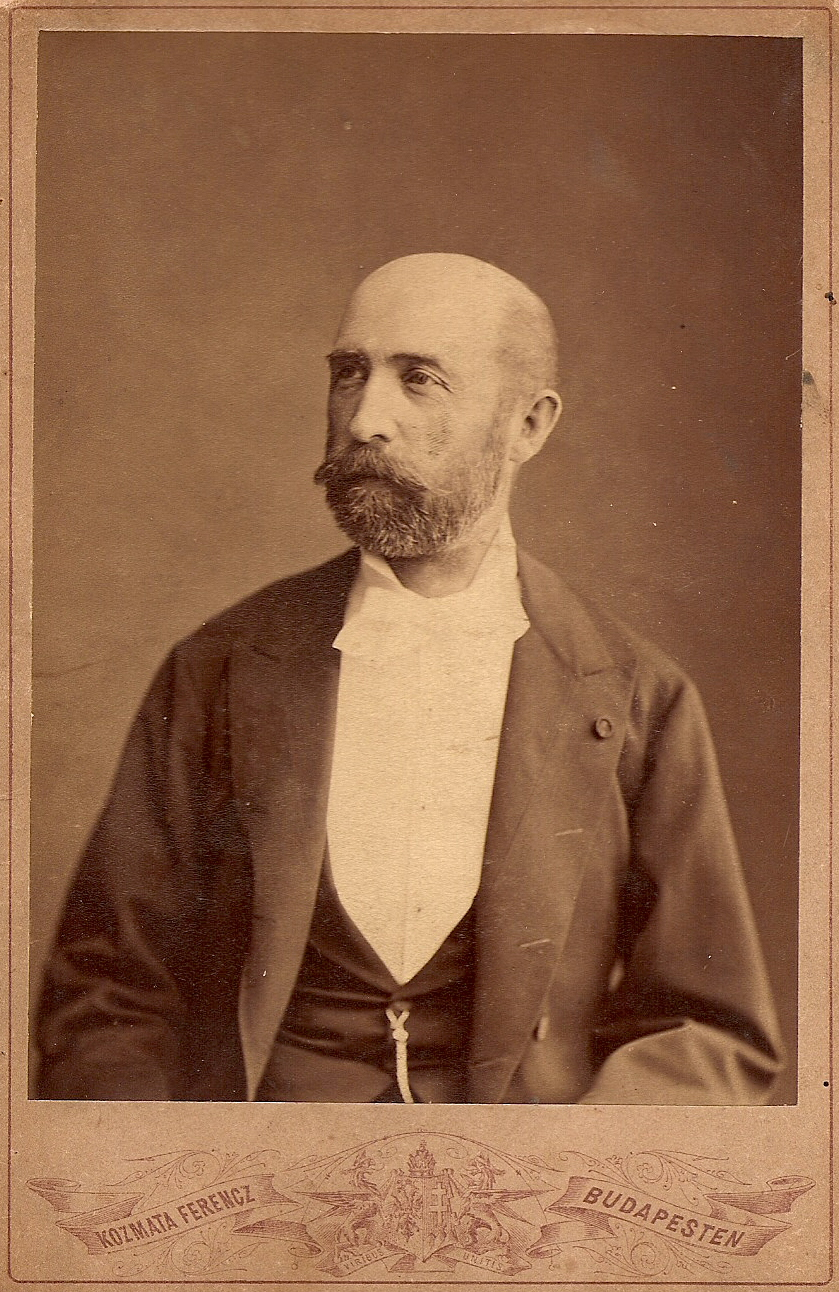

Kelenföldi Kellemfy Károly, névváltozat: Kelemffy, utóbb Kelenffy (Buda, 1835. augusztus 29. – Budapest, 1912. március 19.) tüzértiszt, állomásfőnök.

## Életútja
Cseh-morva származású. Woniawka/Wonafka/Vonyavka családi néven született Budán. Szülei Kelenfy József és Neuberg Katalin. Neve 'illatot/parfümöt' jelentett. Már az apja, József is gyalogezredi alhadnagy, tüzér volt, így érteniük kellett a robbantáshoz, vegyészethez (a leszármazottak közül többen vegyészek lettek). Károly Olmützben, a tüzérakadémián végzett 1852-ben. 1855-ben ezredalhadnagyként működött. 1859 körül tüzértiszt az olasz hadjáratban.
Magyarnak érezte magát, ezért hivatalosan megváltoztatta a nevét Kellemfire. Bányászati helyeken, pl. Pécs tudta alkalmazni robbantási ismereteit. Az elkövetkező évtizedben Appians Borbállától megszületett első két leánygyermeke. Miután hivatalosan leszerelt a tüzérségtől, a vasút szolgálatába állt 1867-től. 1869-től a mohács-pécsi vasút üzletvezetője, majd 1871-től a pesti „losonczi” pályaudvar első főnöke lett.
1872 novemberétől a Budapesti Kereskedelmi Akadémián vasúti tanfolyam indult, forgalmi szolgálatot oktatott (ekkor az Alföldi Vasút irodavezetője volt).
Fiatalabbik leányát már kisgyermekként elveszítette az 1870-es évek elején, és özvegy lett. Pécs vasúti igazgatójaként 1880. július 5-én Kalocsán feleségül vette a francia ősöket felmutató Jilly Clementinát (Jilly Mihály és Simig Eleonóra lányát), és a következő évben világra jött elsőszülött fia, Károly Adolf.
Zsolnay Vilmos vezetésével megalakult a Pécsi Ipar és Kereskedelmi Társulat, és 1881. június 12-én tartott közgyűlését a Pécsi Kereskedelmi és Iparkamara. Első elnökéül Kellemfy Károlyt választották, aki akkor Pécs vasútvonalainak volt az igazgatója. Rövid ideig, mert a következő évtől tíz éven át a MÁV üzletigazgató-helyettese és főfelügyelője volt, majd a Duna jobb partján üzletvezető-helyettes és főfelügyelő, 1889-től a budapest-pécsi vasút üzletigazgató-helyettese is volt.
Kelenffy Károly mint Baross Gábor jó barátja vette volna át a MÁV vezetését, de Baross meghalt 1892-ben, így a továbbiakban ő is mellőzöttebbé vált. 
Gödöllőn, az Állomás utca 110. alatt Kelenffy-villa állt, hasonlóan más művészekhez, Muzsákéhoz. Sissyhez és Ferenc Józsefhez fűződő személyes kapcsolatát részben Gödöllőn készült vadászati kép, valamint a megjelent leírás („Sissy és a virágok”) is alátámasztja.[forrás?]
1898-ban, nyugalmaztatása alkalmából a közügyek és a vasútügy terén szerzett érdemei elismeréséül saját és törvényes utódai részére I. Ferenc József „kelenföldi" előnévvel magyar nemességet adományozott számára. Disznóvágás idején kapott stroke-ot[forrás?], 1912-ben hunyt el 77 évesen ütőérelmeszesedésben. Felesége, Jilly Klementin nyolc évvel élte túl, elhunyt 1920. március 6-án Budapesten, 68 éves korában.

## Kitüntetései
- 1878-ban a boszniai mozgósításban végzett tevékenységéért a Ferenc József-rend lovagkeresztjét kapta
- 1894-ben miniszteri elismerés kőszegi hadgyakorlatokért
- 1896-ban Román Királyi Koronarend, román lovagi csillagrend

## Forrás
- https://docplayer.hu/48319645-Kozlekedestechnikai-napok.html